# Medalla por la Transformación de la Región de la Tierra No Negra de la RSFSR
La Medalla por la Transformación de la Región de la Tierra No Negra de la RSFSR (en ruso: Медаль «За преобразование Нечерноземья РСФСР») es una medalla civil de la Unión Soviética establecido el 30 de septiembre de 1977 por Decreto del Presídium del Sóviet Supremo de la Unión Soviética  para reconocer tres años de trabajo dedicado al desarrollo de la agricultura soviética en las regiones no pertenecientes a la tierra negra de la República Socialista Federativa Soviética de Rusia (RSFSR). El estatuto de la medalla fue enmendado el 18 de julio de 1980 por decreto del Presídium del Sóviet Supremo de la Unión Soviética N.º 2523-X.

## Estatuto de medalla
La Medalla por la Transformación de la Región de la Tierra No Negra de la RSFSR se otorgaba a trabajadores, agricultores colectivos y empleados por su arduo trabajo en el cumplimiento del programa a largo plazo para el desarrollo de la agricultura en la zona de tierra no negra de la República Socialista Federativa Soviética de Rusia, y que trabajaron, por regla general, durante al menos tres años en fincas estatales (sovjós), fincas colectivas (Koljós), empresas y organizaciones agrarias ubicadas en esta zona e instituciones cuyas actividades están directamente relacionadas con la transformación de la región de la tierra no negra.
Las solicitudes para la concesión de la medalla eran iniciadas por la administración de empresas, instituciones, organizaciones, juntas agrícolas colectivas, partidos, sindicatos y organizaciones de colectivos laborales del Komsomol y posteriormente, estas solicitudes se enviaban al comité ejecutivo del Consejo de Diputados del Pueblo regional y municipal, para su revisión.
Los nombres de los destinatarios se enviaron luego al comité ejecutivo del Soviet Regional de Diputados del Pueblo del Soviet Supremo de la república autónoma, que, después de la consideración final, era quien otorgaba la medalla en nombre del Presídium del Sóviet Supremo de la RSFS de Rusia en las comunidades de residencia de los destinatarios.
La medalla se coloca en el lado izquierdo del pecho y, si usa junto con otras medallas de la URSS, se coloca justo después de la Medalla por la construcción del ferrocarril Baikal-Amur. Si se usa en presencia de órdenes o medallas de la Federación de Rusia, estos últimos tienen prioridad.
Cada medalla venía con un certificado de premio, este certificado se presentaba en forma de un pequeño folleto de cartón de 8 cm por 11 cm con el nombre del premio, los datos del destinatario y un sello oficial y una firma en el interior.
El autor del dibujo de la medalla es el artista Yuri Alexandrovich Lukianov. Hasta el 1 de enero de 1995, la medalla fue otorgada a unas 25.000 personas.

## Descripción

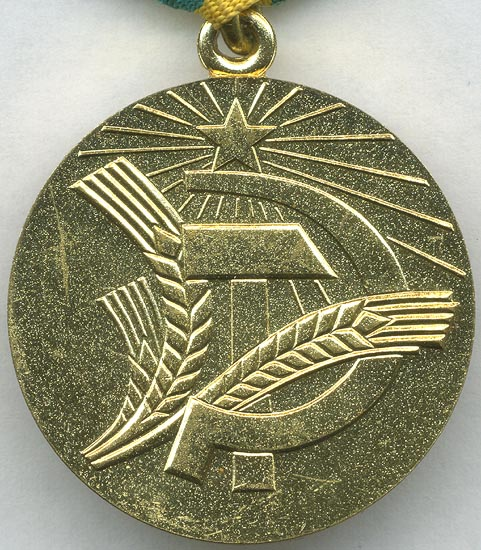
Reverso de la medalla

La medalla está fabricada en tombac y tiene la forma de un círculo regular con un diámetro de 32 mm con un borde elevado por ambos lados.
En el anverso, en la mitad derecha, la imagen en relieve de un tractor y un campo arado. A la izquierda del borde del campo hay un complejo ganadero, un elevador y un soporte para líneas de transmisión de energía, en el horizonte hay un cinturón forestal y el sol naciente. En la parte inferior de la medalla a lo largo de la circunferencia hay una inscripción en relieve «Por la transformación de la Región Tierra No Negra de la RSFSR» (en ruso: «За преобразование Нечерноземья РСФСР»), en la parte superior hay una imagen de una espiga de trigo.
En el reverso de la medalla, en el centro, hay una imagen de una hoz y un martillo con espigas de trigo entrelazadas, en la parte superior hay una estrella de cinco puntas con rayos divergentes.
La medalla está conectada con un ojal y un anillo a un bloque pentagonal cubierto con una cinta de muaré de seda de 24 mm de ancho con franjas de color verde claro a lo largo de los bordes de 7 mm de ancho y una franja azul en el medio de 6 mm de ancho. Los bordes de la cinta están bordeados con franjas de color amarillo claro de 2 mm de ancho cada una.